# Otis (groupe)
Pour les articles homonymes, voir Otis.
Otis est un groupe français de rock originaire de Aigues formé en 2003 qui est toujours actif aujourd'hui. Leur discographie est publiée sous licence libre Creative Commons BY-NC-ND,,,.

## Composition du groupe

### Membres
- Alain : basse
- Christian : batterie
- Laurent : chant, guitare

### Anciens membres
- Guillaume : guitare (2006-2012)
- Richard : batterie